# Cratere Swift (Deimos)
Swift è un cratere d'impatto di circa un chilometro di diametro presente sulla superficie di Deimos, il minore dei satelliti naturali di Marte.
Il cratere è stato così nominato nel 1973 in onore dello scrittore irlandese Jonathan Swift, che nel 1726 anticipò la scoperta dei satelliti naturali di Marte nei Viaggi di Gulliver. È una delle due caratteristiche superficiali di Deimos ad aver ricevuto una denominazione ufficiale; l'altra è il Cratere Voltaire.
Il 10 luglio 2006 la sonda Mars Global Surveyor della NASA ha scattato una fotografia di Deimos da una distanza di 22985 km che mostra anche il cratere Swift.